# Estação Ferroviária de Arentim
A Estação Ferroviária de Arentim é uma interface do Ramal de Braga, que serve a localidade de Arentim, no concelho de Braga, em Portugal.

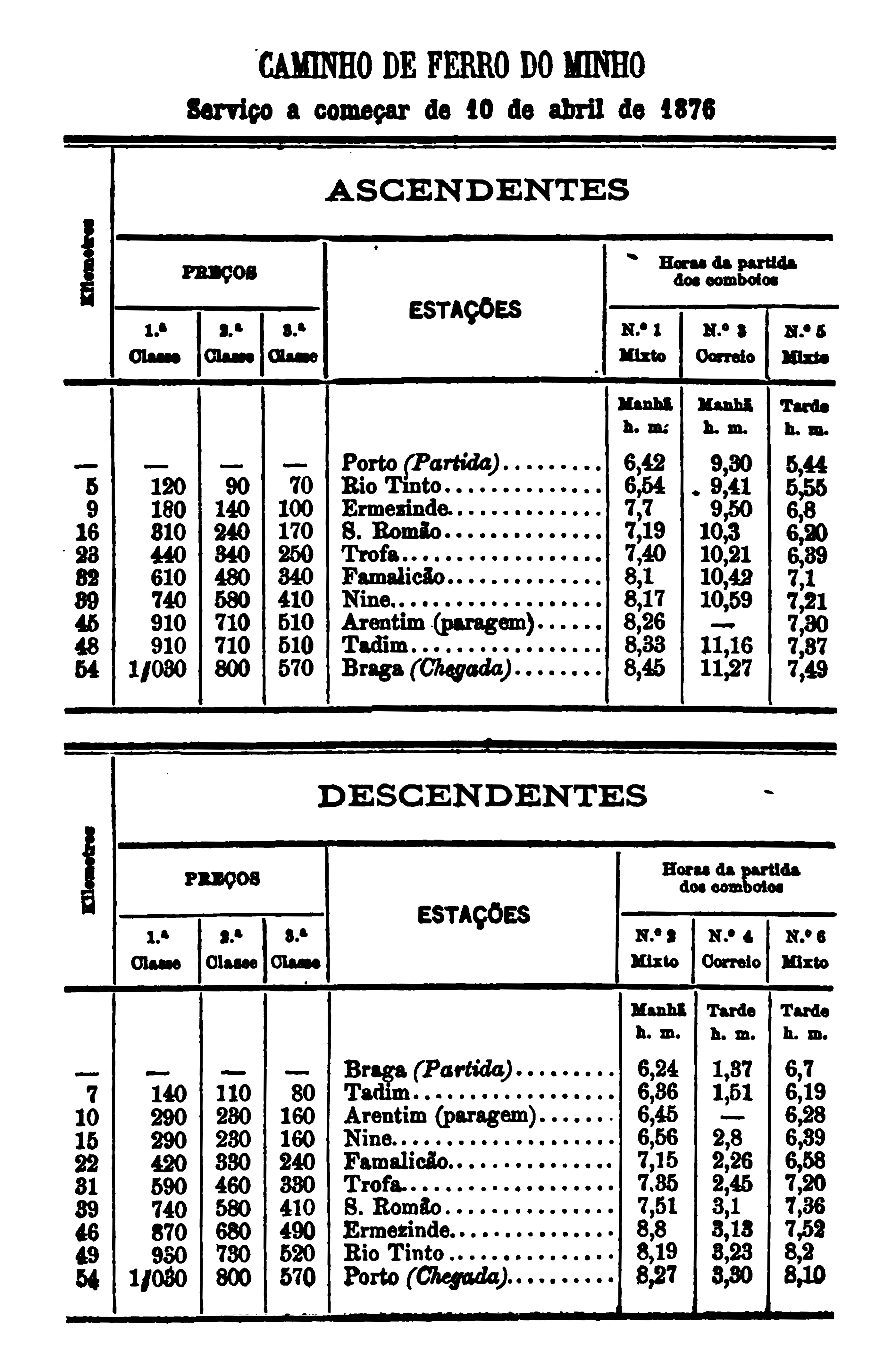
Horários de 1876: Arentim surge como paragem

## Caracterização

### Localização e acessos
Esta interface tem acesso pela Rua da Estação, na localidade de Arentim.

### Infraestrutura
Em 2010, possuía 2 vias de circulação, ambas com 776 m de comprimento; as gares apresentavam ambas 220 m de extensão e 90 cm de altura.

### Serviços
Esta interface é utilizada por serviços urbanos da divisão de Urbanos do Porto da operadora Comboios de Portugal.

## História
O Ramal de Braga foi inaugurado em 21 de Maio de 1875, pela divisão do Douro e Minho do governo.
Em Julho de 1902, a divisão do Minho e Douro dos Caminhos de Ferro do Estado lançou bilhetes a preços especiais até ao Porto, para uma exposição no Palácio de Cristal, tendo a estação de Arentim sido uma das contempladas por esta promoção.
Em 2004, foi concluído o programa de modernização do Ramal de Braga, que contemplou a renovação e a electrificação da via férrea, e a remodelação de todas as estações e apeadeiros.

## Leitura recomendada
- Ramal de Braga. Braga: Fundação Bracara Augusta. 2006
- Linha do Minho / Ramal de Braga (Catálogo de Obra). Lisboa: Rede Ferroviária Nacional E. P. 2004